# Aulus Postumius Albinus (consul en -242)
Pour les articles homonymes, voir Postumius Albus.
Aulus Postumius Albinus est un homme politique de la République romaine. Sa famille d'origine est la gens patricienne Postumia.

## Biographie
En 242 av. J.-C. durant la première guerre punique, Aulus Postumius Albinus est consul avec Caius Lutatius Catulus. Comme il est aussi flamine de Mars, il se voit interdire par le pontifex maximus Lucius Caecilius Metellus de quitter la ville de Rome en raison de ses devoirs religieux. Il ne prend donc pas part aux opérations militaires en Sicile. 
En 234 av. J.-C., il est censeur.